# Ringslang
De ringslang of gevlekte ringslang (Natrix helvetica) is een waterminnende slang uit de familie toornslangachtigen (Colubridae) en de onderfamilie waterslangen (Natricinae). 
De ringslang heeft een groot verspreidingsgebied in het westelijke deel van Europa en is hier een van de meest algemene soorten slangen. De ringslang komt ook voor in België en Nederland, net als de gladde slang en de adder. De ringslang is hier in veel streken het enige reptiel, de slang is ongevaarlijk en niet giftig voor de mens. Het is een schuwe en rustige soort die zelfs bij directe bedreiging maar zelden bijt.
De ringslang kan een lengte bereiken van meer dan een meter en is betrekkelijk eenvoudig te onderscheiden aan de kenmerkende gele ringvlek bij de kop. 
De soort is sterk aan water gebonden vanwege de aquatische levenswijze; de slang wordt zelden ver uit de buurt van een waterbron aangetroffen. Op het menu staan voornamelijk kikkers die langs de oevers van verschillende wateren buitgemaakt worden. Belangrijke vijanden zijn roofvogels en rovende zoogdieren.

## Naam en indeling
De ringslang is een van de bekendste vertegenwoordigers van de familie waterslangen (Natricidae). Deze familie werd vroeger beschouwd als een onderfamilie van de toornslangachtigen (Colubridae), maar wordt tegenwoordig als een aparte familie beschouwd.
De wetenschappelijke naam van de soort werd voor het eerst voorgesteld door Lacépède in 1789. Oorspronkelijk werd de wetenschappelijke naam Coluber helveticus gebruikt.  
De soort werd lange tijd als een ondersoort van de oostelijke ringslang (Natrix natrix)  gezien. In veel literatuur wordt daardoor nog de verouderde wetenschappelijke naam gebruikt (Natrix natrix helvetica). 
In een onderzoek uit 2013 werden zestien verschillende genetische varianten van de oostelijke ringslang geïdentificeerd. In 2017 publiceerden een groep van biologen een onderzoek met de naam Hybridization patterns in two contact zones of grass snakes reveal a new Central European snake species. Hierin werd beschreven dat op basis van genetische kenmerken de ondersoort Natrix natrix helvetica als een aparte soort zou moeten worden beschouwd. De nieuwe soort werd aangeduid als Natrix helvetica (lineage E), wat te vertalen is als 'verwantschapsgroep E'. In de loop der jaren werden deze nieuwe inzichten steeds breder gedragen en inmiddels wordt de nieuwe indeling als standaard beschouwd. 

### Ondersoorten
Bij de afsplitsing van Natrix natrix verhuisden de ondersoorten cetti, corsa, lanzai en sicula mee, en werden ondersoorten van Natrix helvetica. In 2020 werd Natrix helvetica lanzai gesynonimiseerd (gelijk gesteld aan) met de ondersoort Natrix helvetica sicula. Hiermee omvat de ringslang tegenwoordig vier ondersoorten die onderstaand zijn weergegeven, met de auteur en het verspreidingsgebied.
| Naam                    | Auteur         | Verspreidingsgebied |
| ----------------------- | -------------- | --- |
| Natrix helvetica cetti  | Gené, 1839     | Italië (Sardinië) |
| Natrix helvetica corsa  | Hecht, 1930    | Frankrijk (Corsica) |
| Natrix helvetica        | Lacépède, 1789 | Verenigd Koninkrijk (Engeland), Nederland, Luxemburg, België, Duitsland, Frankrijk, Zwitserland, Oostenrijk, Italië, Liechtenstein |
| Natrix helvetica sicula | Cuvier, 1829   | Italië (inclusief Sicilië), Oostenrijk, westelijk Duitsland                                                                        |

## Uiterlijke kenmerken

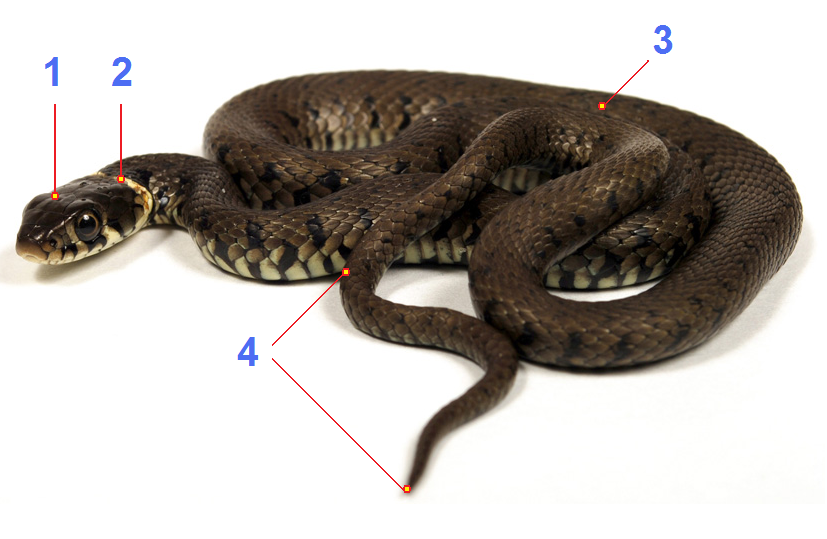
Belangrijkste kenmerken van de ringslang
----

De ringslang kan een totale lichaamslengte bereiken van ongeveer 1 tot 2 meter, afhankelijk van het geslacht, de ondersoort en zelfs de geografische locatie. Mannetjes blijven een derde kleiner dan vrouwtjes. Het mannetje wordt 80 tot 100 centimeter lang, het vrouwtje 90 tot 140 centimeter. Incidenteel worden ook wel grotere exemplaren waargenomen die tot meer dan twee meter lang kunnen worden. In Nederland  worden vrouwtjes in de regel 100 tot 120 cm lang en de mannetjes worden tot 90 cm lang. Het langste exemplaar ooit gemeten in Nederland was een vrouwtje uit de Bijlmermeer dat 131 cm lang was en een omtrek had van zestien cm. Het lichaamsgewicht van pasgeboren juvenielen is slechts enkele grammen tot ongeveer twintig tot honderd gram bij volwassen mannetjes. Vrouwtjes worden tussen de zeventig en 350 gram zwaar en zwangere exemplaren kunnen tot 450 gram wegen.
De ringslang heeft een slanke lichaamsbouw en bezit een relatief lange staart, dit is aan de bovenzijde niet te zien maar aan de onderzijde is de overgang van een enkele rij buikschubben naar meerdere schubbenrijen van de staart, onderbroken door de cloaca, duidelijk zichtbaar. De vervellingshuiden kunnen worden herkend door de aanwezigheid van kieltjes op de buikschubben, de relatieve lengte van de staart en het patroon van de kopschubben. Vervellingshuiden van de ringslang zijn altijd ongeveer 8 tot 10 procent langer dan de slang omdat ze als een sok worden afgestroopt en ze hierbij wat uitrekken.
De ringslang dankt zijn naam aan de gele vlekken aan weerszijden van de hals, net achter de kop, die aan de bovenzijde soms samenvloeien en doen denken aan een ring. Meestal is deze echter zowel aan de bovenzijde van de hals als aan de buikzijde onderbroken en de gele kleur kan ook neigen naar oranje of wit. Daarachter (naar de staart toe) is een variabele zwarte vlek aanwezig, die varieert van een band tot een driehoek. Op de zijkanten van de kop zijn aan de onderzijde vaak gele vlekken tot strepen aanwezig. De ogen zijn relatief groot en hebben een ronde pupil, wat samenhangt met de dagactieve levenswijze.
De basiskleur van de ringslang is licht- tot donkerbruin tot lichtgroen of grijs, op de flanken zijn vaak enkele donkere tot zwarte stipjes gelegen. Deze stipjes kunnen aan de flanken samensmelten tot een strepentekening. De slang is daarnaast herkenbaar is aan de staande zwarte rechthoekjes langs de flanken. 
Mannetjes zijn van vrouwtjes te onderscheiden door een meestal contrastrijkere tekening en kunnen ook herkend worden aan de dikkere staartwortel wat veroorzaakt wordt door de aanwezigheid van de hemipenis. Bij juveniele dieren is dit echter niet te zien. Ook hebben mannetjes een relatief langere staart dan vrouwtjes. Dit is zien aan het aantal subcaudale schubben, dat bij mannetjes gemiddeld hoger is. Er is echter enige overlap en bovendien missen veel exemplaren als gevolg van natuurlijk verval een deel van hun staart zodat het aantal subcaudale schubben niet meer vastgesteld kan worden.
Afwijkende variaties of vormen zijn ook bekend in de literatuur. Soms komen geheel zwarte exemplaren voor, deze worden melanisch genoemd. Dit is een aanpassing op het leven in berggebieden, door de lagere temperaturen is een zwarte kleur voordelig omdat zo meer warmtestraling wordt opgenomen. Ook zijn zeer licht gekleurde exemplaren bekend, evenals albino's die geen enkele vorm van pigment bezitten. Daarnaast zijn er meerdere malen tweekoppige exemplaren beschreven

### Onderscheid met andere soorten

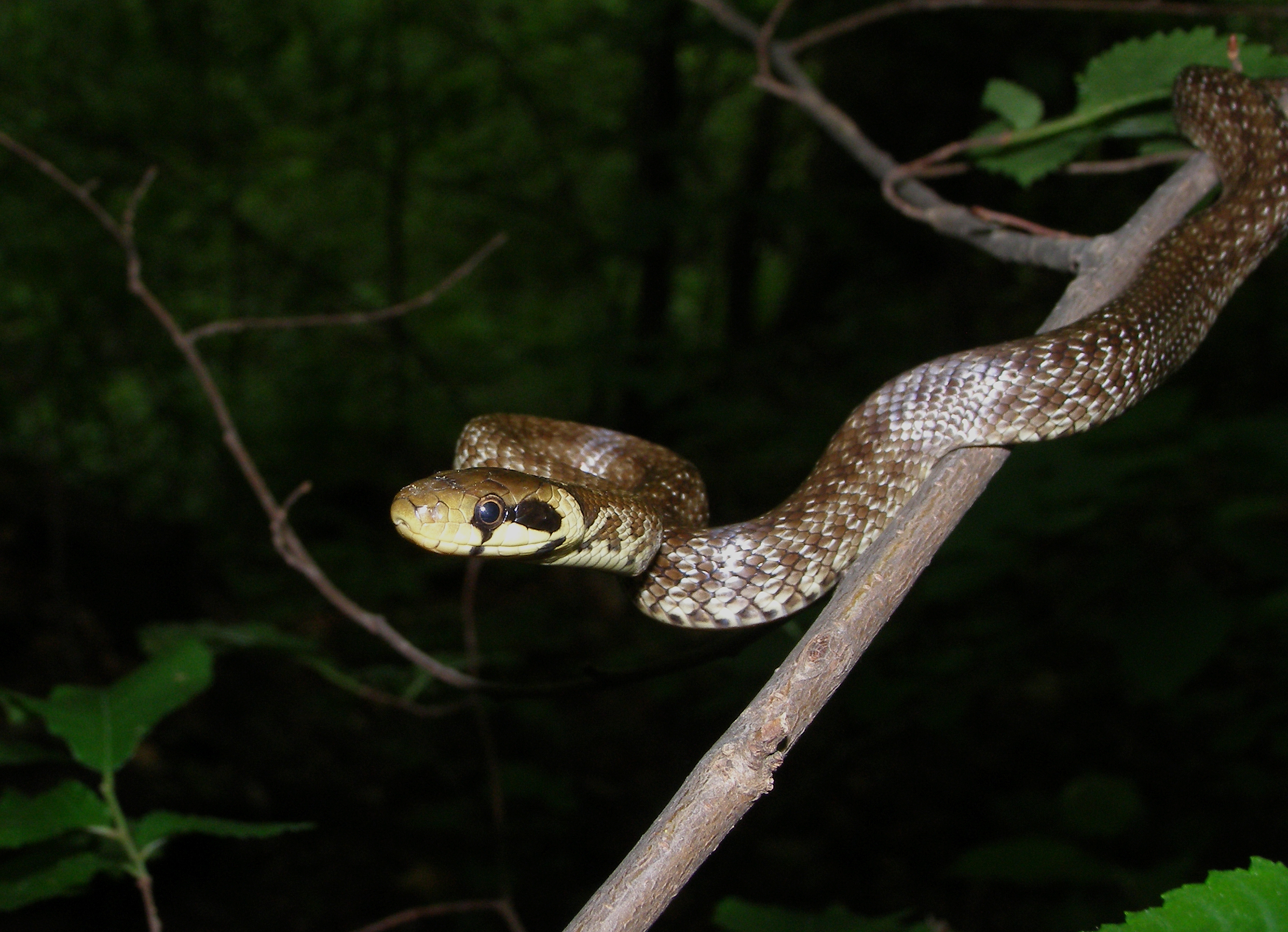
Jonge esculaapslangen hebben eveneens gele markeringen achter de kop.

De ringslang is in Nederland en België met maar drie soorten te verwarren; de adder (Vipera berus), de gladde slang (Coronella austriaca) en de hazelworm (Anguis fragilis). De ringslang is gemakkelijk van de gladde slang te onderscheiden doordat deze laatste soort gladde dorsale schubben heeft, in tegenstelling tot de ringslang. De schubben van de rug zijn gekield; ze hebben een opstaande kiel in het midden. Van de adder is de ringslang het makkelijkst te onderscheiden aan het zigzagpatroon dat vaak voorkomt bij de adder maar niet bij de ringslang. Ook de ogen van de adder wijken duidelijk af; ze zijn oranjerood tot rood van kleur en hebben een verticale pupil. De ringslang heeft een meer gele oogkleur en een duidelijk ronde pupil. Ook de hazelworm heeft een slangachtig uiterlijk, maar is in werkelijkheid een pootloze hagedis. De hazelworm is altijd bruin tot bruingrijs van kleur en heeft een typisch hagedisachtige kop zonder insnoering tussen kop en lichaam.
Er worden ook veel mengvormen met de oostelijke ringslang (Natrix natrix) aangetroffen. Deze soort komt voor in noordelijk Europa en leeft in onder andere Denemarken, Duitsland, Noorwegen en Zweden. Het lichaam van de oostelijke ringslang heeft een onregelmatiger vlekkenpatroon langs de flanken.
Op de buik is een onregelmatig patroon van zwarte en witte gedeeltes te zien, dat gebruikt kan worden voor de individuele herkenning. De zwarte vlekken vormen een soort dambordpatroon, onder de achterzijde van de buikzijde is vaak meer zwart te zien in vergelijking met de voorzijde. De ringslang is meestal eenvoudig van de andere Natrix- soorten te onderscheiden aan de vlekken in de nek. De adderringslang (Natrix maura) en de dobbelsteenslang (Natrix tessellata) blijven gemiddeld kleiner en hebben meestal een bruine grondkleur met grote vlekken aan de bovenzijde die vaak een duidelijke dambordtekening vormen.
Van andere Europese gladde slangen is de ringslang in de regel goed te onderscheiden aan de vlekken in de hals. Alleen van jonge esculaapslangen (Elaphe longissima) is bekend dat ze ook gele markeringen in de hals kunnen hebben. Deze verdwijnen bij oudere exemplaren, zie ook onder het kopje afbeeldingen onderaan. De meeste adders (Viperidae) blijven veel kleiner en hebben een relatief plompe lichaamsbouw.

## Verspreiding en habitat

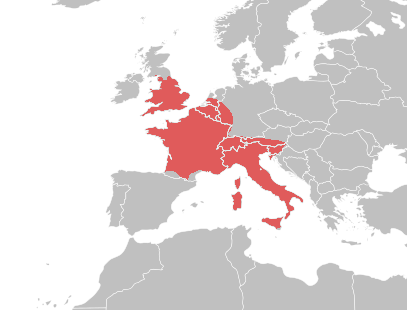
Verspreidingsgebied in het rood

Het verspreidingsgebied van de ringslang beslaat delen van westelijk  Europa. Dit omvat de landen als Nederland, Luxemburg, België, Duitsland, Frankrijk, Zwitserland, Oostenrijk, Italië en Liechtenstein. De soort wordt ook aangetroffen in Groot-Brittannië, wat door de geografische isolatie voor reptielen moeilijk te bereiken is. In Ierland ontbreekt de soort. Hier komt geen enkele slang voor; volgens de legende zouden alle slangen uit Ierland zijn verdreven door de heilige Sint Patrick. De werkelijkheid ligt iets anders; de zee tussen Groot-Brittannië en het vasteland van Europa stond ongeveer 6500 jaar geleden droog zodat verschillende reptielen de oversteek konden maken. De zee tussen Ierland en Groot-Brittannië was in die tijd echter niet drooggevallen en vormde een onoverbrugbare barrière.
De slang kan zowel worden aangetroffen in laaglanden als uitgesproken berggebieden tot een hoogte van 3000 meter boven zeeniveau.

### In Nederland en België
De ringslang is zowel in Nederland als in België een van de drie inheemse soorten slangen, naast de giftige gewone adder (Vipera berus) en de niet-giftige gladde slang (Coronella austriaca). Van deze drie is de ringslang de meest voorkomende soort en is bovendien veruit de langste slang in Nederland. 

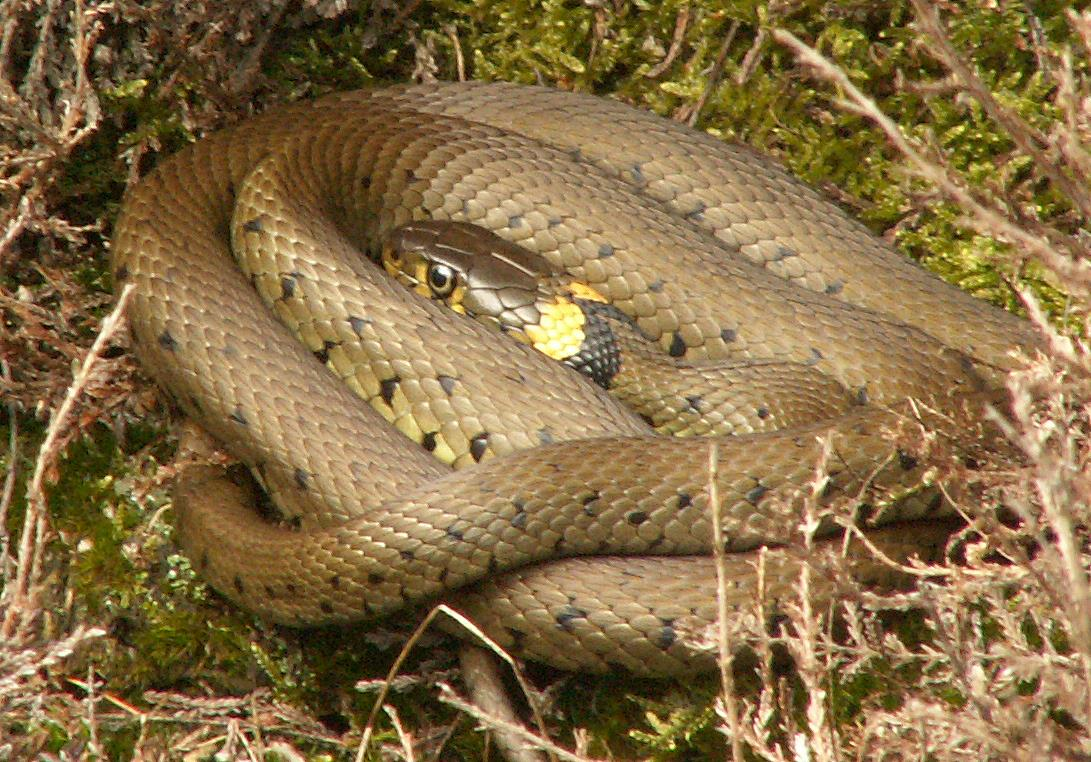
Een ringslang die net uit de winterslaap komt, exemplaar van de Veluwe.

In de Nederlandse provincies Zeeland, Utrecht, Noord-Brabant, Noord-Holland en Zuid-Holland zijn adders zeldzaam en kan men ervan uitgaan dat ontmoetingen met slangen tot de ongevaarlijke ringslang beperkt blijven, of in Noord-Brabant de eveneens ongevaarlijke gladde slang. In 2006 zijn wel uitgezette aspisadders aangetroffen in Poortugaal (Zuid-Holland). Het is in het belang van het welzijn van de dieren wettelijk verboden slangen te vangen of te verstoren. De ringslang laat zich alleen zien om te zonnen en als het dier daarbij te veel verstoord wordt, verlaat het het gebied.

### Habitat

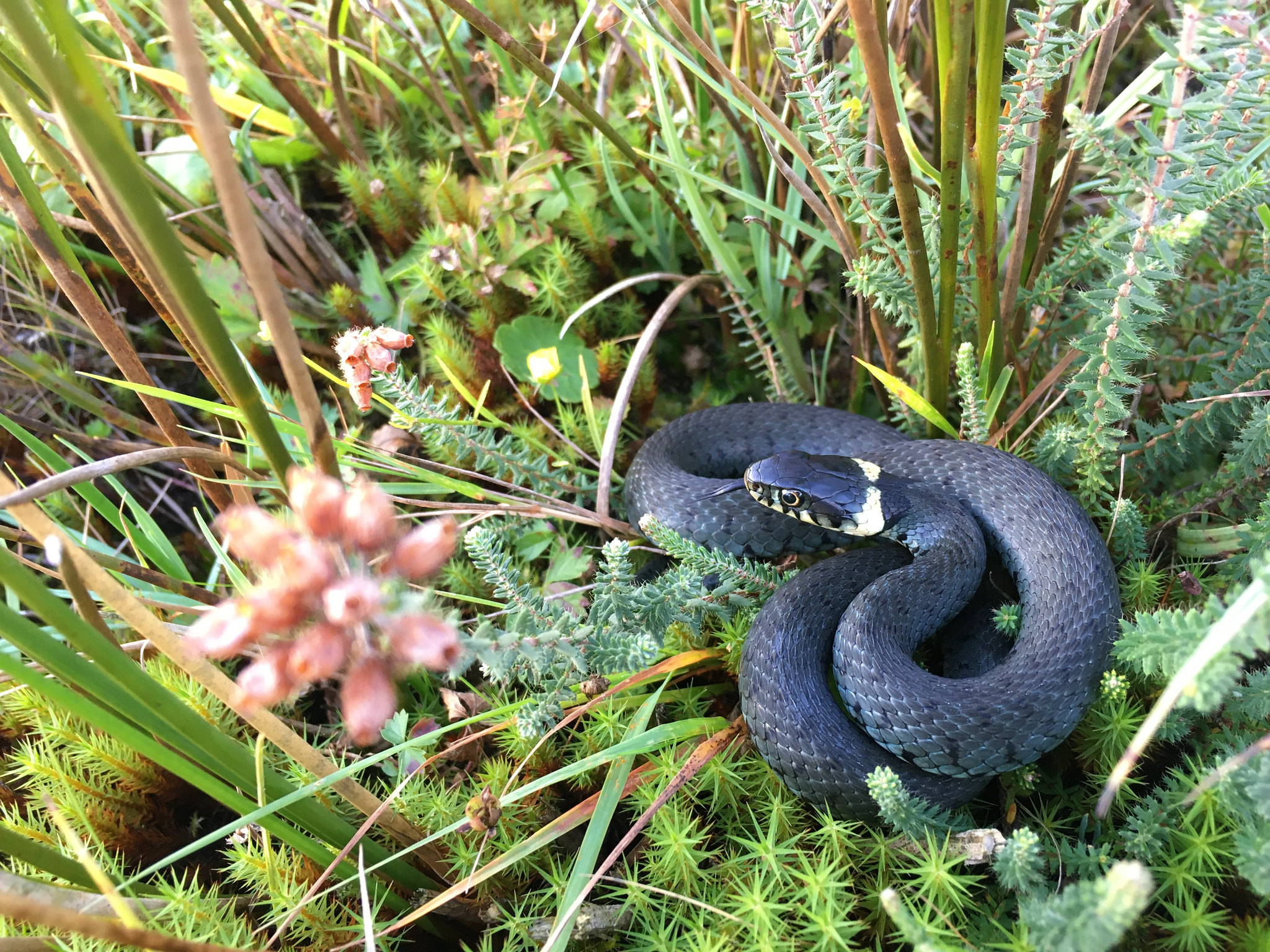
Een ringslang in moerasheide.

Ringslangen zijn sterk waterminnende reptielen, over het algemeen zijn verhoogde terreinen bij water, bijvoorbeeld dijken en spoorbanen met struwelen, een geschikte habitat. Voor hun voedsel zijn ringslangen afhankelijk van amfibieën, vooral kikkers, waardoor ze vaak rond vijvers en vennen, rivieren en veenmoerassen worden aangetroffen, zowel langs stilstaand als langzaam stromende wateren. Exemplaren die in het zuiden van het verspreidingsgebied voorkomen of in berggebieden leven, waar waterbronnen schaars zijn, blijven vaak dicht bij het oppervlaktewater.
Ringslangen hebben een geschikte plaats nodig om te kunnen overwinteren. Het winterkartier moet aan een aantal eisen voldoen; zo moet het vorstvrij blijven en niet te vochtig zijn. Geschikte overwinterplaatsen zijn grote takkenbossen, braamstruiken, oude konijnenholen op zandige hellingen. Soms worden ruïnes, vermolmde bomen, grote hopen grof puin, oude ijskelders of zelfs kelders van woningen gebruikt. Ze hebben tevens rustige plekjes nodig waar ze kunnen zonnen. Te veel ruigte en bomen ontnemen de slang deze belangrijke behoefte maar in een te open terrein zijn ze erg kwetsbaar voor predatoren. 
De ringslang kan zich veel sneller verspreiden dan andere reptielen omdat door de zwemmende levenswijze in korte tijd relatief grote afstanden kunnen worden afgelegd. Ringslangen kunnen rivieren en meren oversteken, er zijn waarnemingen van exemplaren die een jaar na hun geboorte al een kilometer verderop worden aangetroffen. Hierdoor is de slang in staat om snel een nieuwe geschikte habitat te koloniseren.
In Nederland komt de ringslang voor in waterrijke gebieden op zandgronden en aan zandgrond grenzende veengebieden en kleigronden. Laaggelegen streken met veel water zoals uitgestrekte polders zijn ongeschikt omdat deze habitats weinig kansen bieden voor de ontwikkeling van de eieren en het volbrengen van een winterslaap. In uitgestrekte hoogveengebieden en heidevelden kan de slang wel een deel van het jaar worden aangetroffen maar vormen dan slechts een deel van de habitat. Geschiktere plekken zijn laagveengebieden, hoger gelegen infrastructurele werken zoals waterkerende dijken, spoordijken en bossen.

## Levenswijze

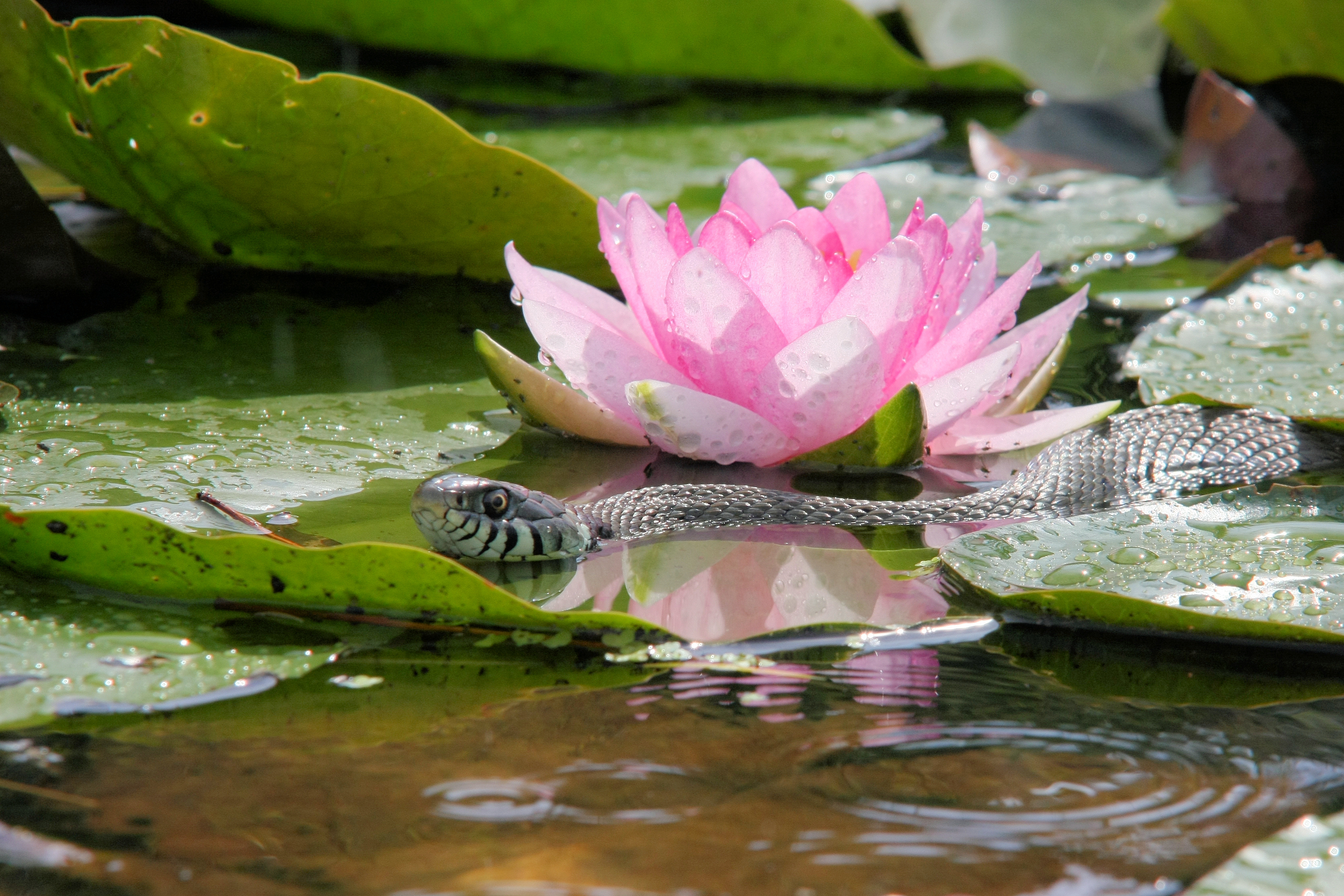
Een jonge ringslang neemt een zonnebad op een waterlelie, exemplaar uit de omgeving van Champniers, Frankrijk.

De ringslang is op het land een typische bodembewoner die hooguit soms in lage takken klimt die boven het water hangen om te kunnen zonnen of om op prooien te loeren. Een zonnebad versnelt zowel de spijsvertering als de motoriek aangezien slangen koudbloedig zijn. Zodra de ringslang 's ochtends de schuilplaats verlaat wordt meestal een zonnebad genomen om het lichaam op te warmen.
De ringslang is een gespierde, snelle slang die zich relatief snel kan verplaatsen op het land en een zeer goede zwemmer is en uitstekend kan duiken. Meestal zwemt de slang echter met de kop net boven water. De slang is dagactief en jaagt voornamelijk langs de oevers van het water op kikkers en salamanders. Dit in tegenstelling tot andere Natrix-soorten die sterk aan de ringslang verwant zijn. Deze leven meer in het water dan op de oevers, ze zijn sterker aan water gebonden en jagen voornamelijk op vissen. Doordat de ringslang zich meer op het land begeeft, koelt het lichaam minder snel af en kan de slang in meer gematigde gebieden overleven> Hierdoor heeft de slang een veel noordelijker verspreiding dan de andere soorten. 's Nachts schuilt het dier onder objecten als stenen en houtblokken.
De slang is in meer vochtige streken niet erg honkvast en kan grote afstanden afleggen tussen het zomer- en winterkwartier. De ringslang kan ver buiten het leefgebied waargenomen worden voor het afzetten van de eieren en het vinden van een winterkwartier. 
Net als andere slangen moet de ringslang regelmatig vervellen. De jonge dieren vervellen enige tijd nadat ze uit het ei zijn gekropen en verblijven tot de eerste vervelling dicht bij het nest. Mannetjes vervellen twee keer per jaar en vrouwtjes drie keer per jaar. Tijdens de vervelling is de slang kwetsbaarder en verschuilt zich enige tijd. 

### Voortplanting en ontwikkeling

Parende ringslangen, exemplaren uit Oxfordshire.

Vrij snel na de winterslaap, begin of half april worden de slangen actief en worden vaak grote aantallen ringslangen bij elkaar gezien. De mannetjes komen het eerst tevoorschijn en zijn al vanaf halverwege maart te zien. Soms komen ook in september en oktober paringen voor. Verschillende mannetjes achtervolgen dan een vrouwtje en proberen met haar te paren waarbij het grootste mannetje de kleinere mannetjes wegduwt en met het vrouwtje paart. Van een echt gevecht zoals bij mannetjes van de adder voorkomt is geen sprake. De ringslang verdedigt geen territorium en de mannetjes zijn erg tolerant naar elkaar. Ze vormen vaak een zogenaamde 'paringsbal', waarbij meerdere mannetjes een vrouwtje omstrengelen. Dit zijn er meestal drie tot acht maar er is een waarneming bekend waarbij 22 mannetjes een enkel vrouwtje belaagden. De mannetjes zijn niet agressief naar elkaar, ze proberen wel elkaars staarten weg te duwen. Als een paring eenmaal begonnen is laten de andere mannetjes het koppel met rust. De wijfjes zijn niet ieder jaar paringsbereid, in tegenstelling tot de mannetjes, waardoor er ieder jaar een mannetjesoverschot is. Daarnaast paart het vrouwtje maar één keer en niet met meerdere mannetjes zoals de vrouwtjes van de adder. Als een vrouwtje gecopuleerd heeft wordt ze door de mannetjes genegeerd. De paring gebeurt meestal in april maar kan tot eind mei plaatsvinden. Soms worden paringen waargenomen in september. 
De ringslang is de enige eierleggende slang in Nederland en België, de adder en de gladde slang zijn beide eierlevendbarend. Dit heeft te maken met het relatief koele klimaat in het noordelijke deel van Europa, de adder en de gladde slang dragen de eieren net zo lang met zich mee tot de jongen volledig zijn ontwikkeld. De moederslang neemt gedurende de zwangerschap vaak een zonnebad wat haar lichaamstemperatuur verhoogt en de ontwikkeling van de embryo's versnelt. Als de eieren bijna zijn ontwikkeld zoeken de vrouwtjes naar een geschikte afzetplaats voor de eieren waarbij ze afstanden tot enkele kilometers kunnen afleggen. Zwangere vrouwtjes stoppen met eten tot de eieren zijn afgezet. 

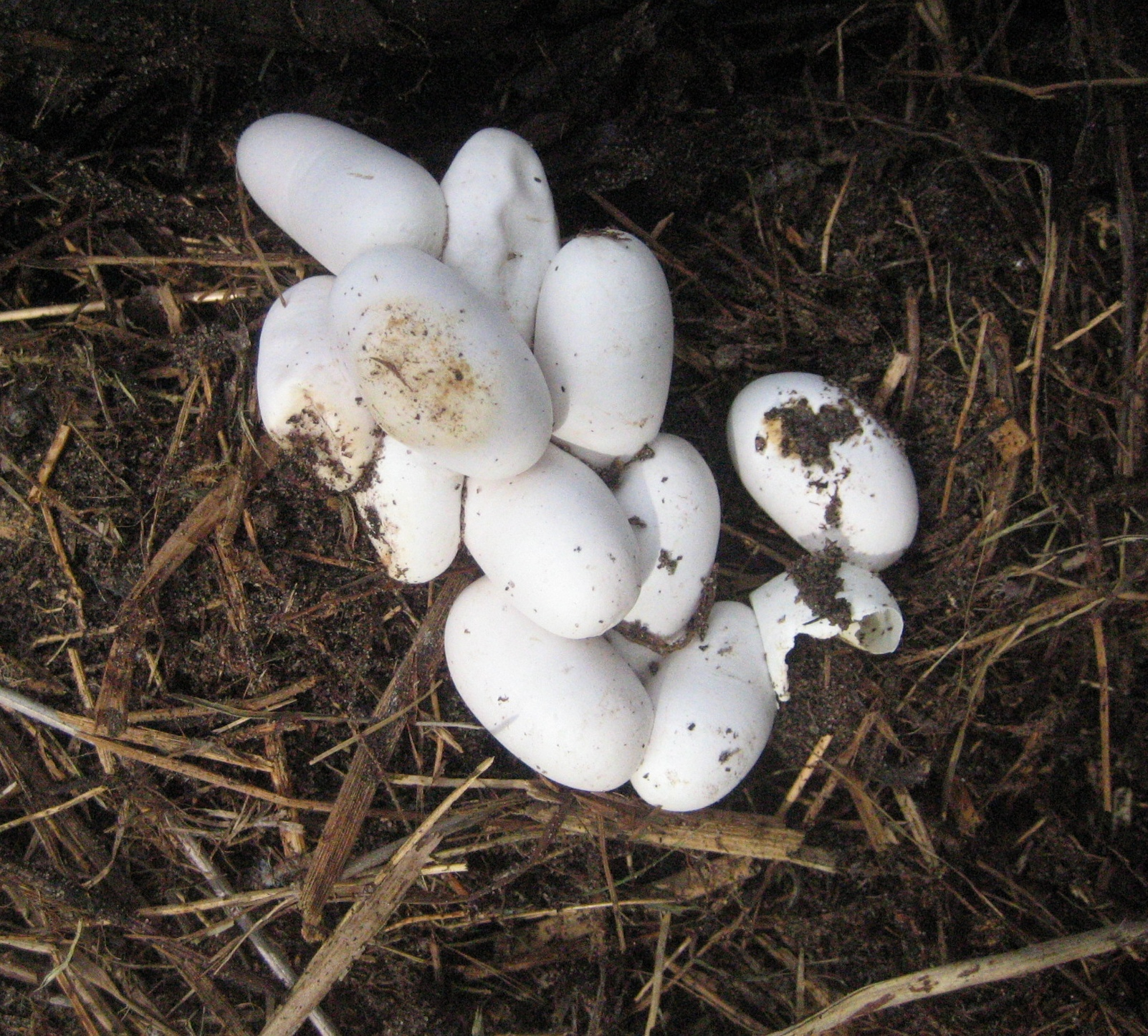
Eieren in een composthoop.

De vrouwtjes zetten de eitjes van eind mei tot augustus af, de meeste nesten worden gemaakt in de maanden juni en juli. De ringslang zet de eieren af in zogenaamde broeihopen, dit zijn hopen plantaardig afval zoals takken of bladeren. In westelijk Europa duurt de zomer te kort en het is te koud voor de ontwikkeling van het embryo. Doordat broei optreedt, is de temperatuur aanzienlijk hoger dan die van de buitenlucht waardoor de eitjes toch kunnen worden uitgebroed. Ook andere reptielen zoals krokodilachtigen en sommige schildpadden kennen deze vorm van broedzorg. De eieren worden door broei van het organisch materiaal uitgebroed. In de natuurlijke situatie zijn dit plekjes met veel blad en strooisel. Ook door de mens aangelegde composthopen en hopen zeewier die op hoger gelegen delen van het strand terechtkomen worden gebruikt.
In tegenstelling tot veel andere reptielen wordt een geschikte plaats voor het afzetten van de eieren, die relatief zeldzaam is, niet zelden door meerdere vrouwtjes gebruikt. In een opslagkelder van een zaagmolen in de Duitse streek Mecklenburg werden tot in de jaren zestig jaarlijks 3500 tot 4000 eieren aangetroffen van de sterk verwante oostelijke ringslang (Natrix natrix), het record voor het aantal reptieleneieren in één nest. Gezien het gemiddelde van 30 eieren per vrouwtje moeten meer dan 100 vrouwtjes hun legsel hebben afgezet in hetzelfde nest. Ook is bekend dat als eenmaal een geschikte hoop is gevonden deze het jaar daarop weer wordt bezocht. 
Er worden vijf tot dertig eieren geproduceerd per legsel, de eieren zijn wit van kleur en langwerpig van vorm en ze zijn ongeveer 3,5 centimeter lang en 2,5 cm breed. De eieren van de ringslang hebben geen verharde schaal maar juist een elastisch omhulsel en zijn kleverig zodat ze aan elkaar plakken. Dit vermindert de kans op uitdroging omdat het buitenoppervlak dat wordt blootgesteld aan de omgeving kleiner is. De eieren ontwikkelen zich het snelst bij een temperatuur van ongeveer 28° Celsius waarbij ze er zes weken over doen om uit te komen. Als het koeler is gaat de ontwikkeling langzamer en als de temperatuur lager wordt dan 21 °C stopt de ontwikkeling volledig en kan het embryo afsterven. Zodra een vrouwtje haar eieren heeft afgezet, gaat ze op jacht naar voedsel om de verloren energie tijdens het 'vasten' te compenseren. 
Afhankelijk van de temperatuur komen de juvenielen na zes tot tien weken uit het ei, waarbij ze gebruik maken van een eitand om de eierschaal te doen scheuren. De jonge slangen kunnen vanaf augustus gevonden worden maar verschijnen meestal in de eerste weken van september. De jonge slangen zijn ongeveer veertien tot 22 centimeter lang. Ze zijn al direct zelfstandig maar blijven de eerste tijd bij het nest tot ze een keer hebben verveld. Daarna trekken ze weg en gaan direct op zoek naar voedsel.
Pas uitgekomen ringslangen hebben nog niet de ademhalingstechniek om te kunnen zwemmen, ze jagen daarom vooral op het land om prooien buit te maken. Aangezien de jongen in de herfst worden geboren gaan ze meestal in winterslaap en kunnen dan bij het ontwaken in het voorjaar kikkervisjes eten van onder andere de bruine kikker. Ringslangen houden zich in het eerste jaar altijd dicht bij de waterkant op. Ze groeien in drie tot vier jaar uit tot een lengte van 50 tot 60 centimeter. De groei is wel erg variabel met betrekking tot ondersoort, leefgebied en sekse. De ringslang bereikt een maximale leeftijd van meer dan 20 jaar.

### Voedsel

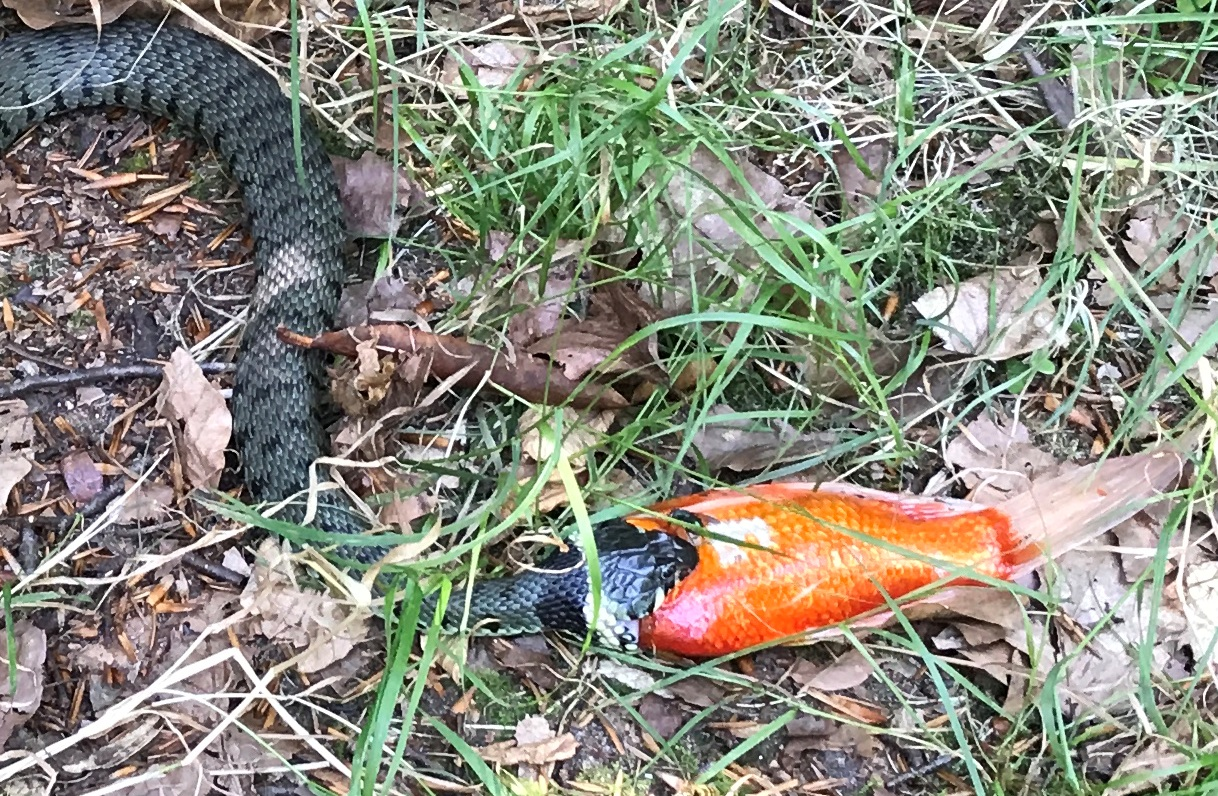
Een ringslang met een buitgemaakte goudvis uit een vijver, exemplaar uit het Nationaal Park Utrechtse Heuvelrug.

De jonge ringslangen leven hoofdzakelijk van kleinere prooien, zoals kikkervisjes, regenwormen en naaktslakken. In Nederland en België eten de jonge exemplaren graag de grote larven van de groene kikker. De slang kan goed zwemmen en zoekt vaak de oevers af op zoek naar groene kikkers. Ze worden ook wel midden op de hei waargenomen en oude publicaties melden dat de ringslang zich daar ook wel voedt met mestkevers.
De volwassen slang voedt zich bijna uitsluitend met amfibieën, vooral kikkers en padden maar ook de larven en salamanders. Exemplaren uit sommige populaties mijden salamanders echter, waarschijnlijk omdat ze onsmakelijk zijn. Bij een veldonderzoek is ooit beschreven dat een gewone pad van 65 gram werd uitgebraakt door een slang van 205 gram, een derde van het lichaamsgewicht. Ook vissen, (spits)muizen, jonge vogels en soms ongewervelden als naaktslakken worden wel gegeten maar maken slechts een klein deel uit van het menu. De prooien worden nooit gewurgd maar levend doorgeslikt en ze worden in één keer verzwolgen met de kopzijde eerst.
De vele, naar achteren gerichte tandjes dienen om de relatief kleine prooi vast te houden en niet om te kauwen of te malen. De ringslang is niet giftig voor mensen, maar heeft wel degelijk giftanden en een zwak gif. De ringslang is opisthoglyf, wat betekent dat de giftanden niet lang zijn en ook niet voor in de bek staan, zoals bij cobra's en adders. De giftanden zijn bij de ringslang relatief kort en zijn achter in de bek gepositioneerd. Een prooi komt niet in aanraking met de tanden bij een beet maar als deze al in de bek zit en naar de keel gaat. Het gif van de ringslang heeft een werking die voornamelijk de spijsvertering ondersteunt.

#### Jacht
Ringslangen zijn sterk aan water gebonden maar omdat ze onder water slecht kunnen zien jagen ze niet onder het wateroppervlak. Net als alle slangen oriënteert de ringslang zich voornamelijk op de reuk; door de tong regelmatig uit de bek te steken (tongelen) worden geurdeeltjes opgenomen die naar het orgaan van Jacobson worden geleid. Dit is een vomeronasaal orgaan dat in het verhemelte ligt. De slang kan prooien en vijanden eerder waarnemen vooraleer zij de slang opmerken. Uit waarnemingen van een volledig blind exemplaar in gevangenschap blijkt, dat de ringslang zich ondanks de handicap uitstekend kan oriënteren en ook voedsel kan vinden.
Lange tijd werd wel gedacht dat ringslangen prooien als kikkers en padden kunnen hypnotiseren. Bij een confrontatie met een ringslang verstijft een pad, gaat op zijn poten staan en houdt zich zo stil mogelijk. Kikkers blijven zo stil mogelijk zitten en drukken zich tegen de bodem. De ringslang is een belangrijke vijand van kikkers en padden en is niet gevoelig voor de afscheidingen van de huid van de amfibieën. Daarom houden de prooien zich zo stil mogelijk, in de hoop dat ze niet worden opgemerkt. Padden zoals de gewone pad proberen zich groter voor te doen dan ze zijn door hoog op de poten te staan en zich vol te zuigen met lucht. Zo lijkt de pad groter dan hij in werkelijkheid is, waardoor het voor de ringslang niet mogelijk is om de pad door te slikken. De ringslang doorziet deze truc meestal en probeert toch om de pad te verzwelgen. In tegenstelling tot wat gebruikelijk is bij andere prooidieren, die met de kopzijde eerst worden verzwolgen, begint de ringslang bij dergelijke padden juist bij het achterlijf. Zo kan de door de pad opgezogen lucht via de bek naar buiten worden geperst terwijl deze wordt opgegeten. Zou de slang met de voorzijde beginnen, dan zou hem dit niet lukken.

### Vijanden en verdediging

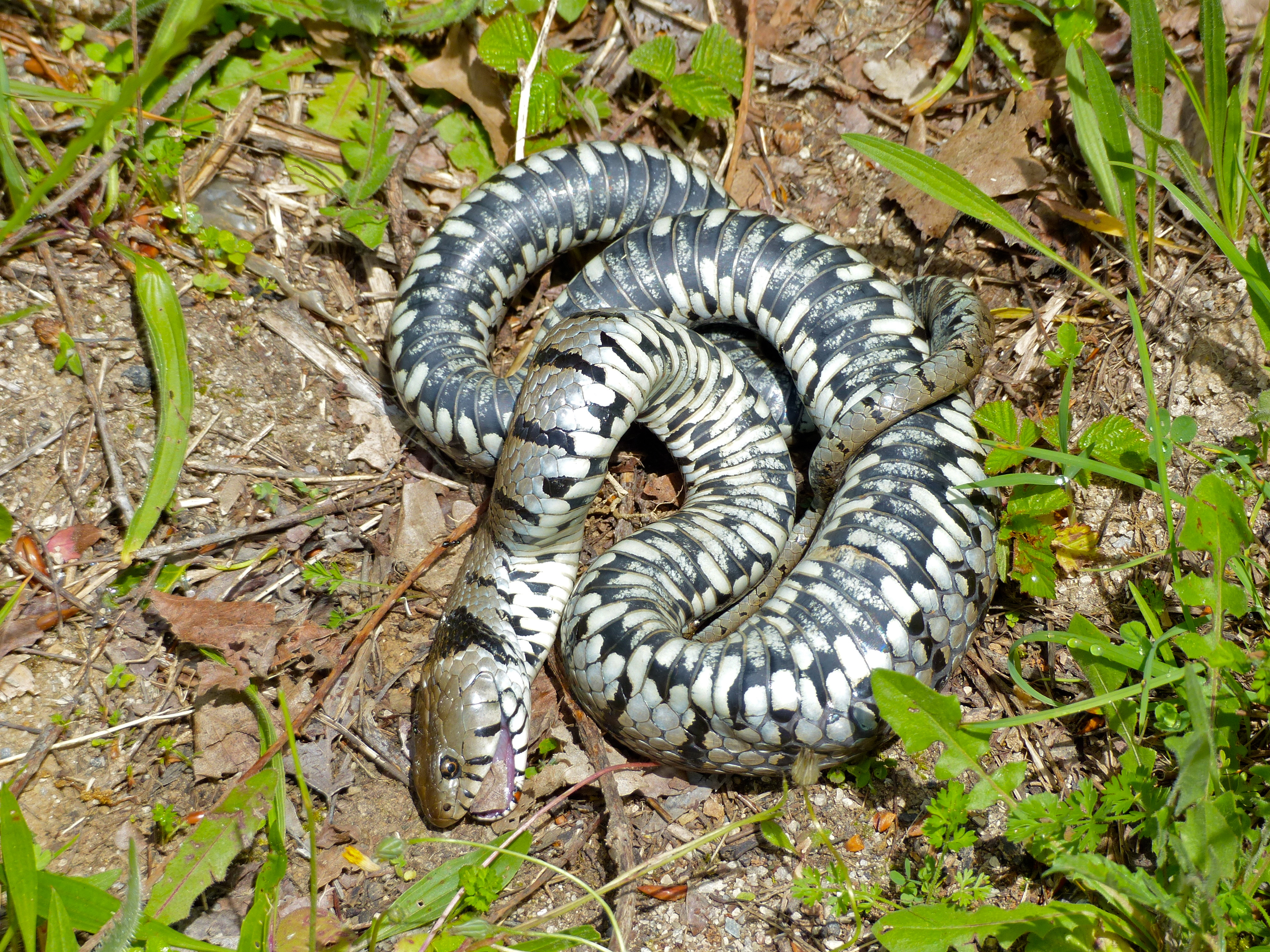
Een zich dood houdende ringslang, exemplaar uit de omgeving van Montpellier, Frankrijk.

Vijanden van de ringslang zijn onder andere roofvogels zoals de slangenarend, de buizerd en de kiekendief. Daarnaast jagen ook andere vogels op de slang zoals de ooievaar, de blauwe reiger, de ekster, de gaai en de zwarte kraai. Verschillende zoogdieren zoals de bunzing, de egel, de wezel, de das, de bruine rat, de vos, de hermelijn en de otter zijn belangrijke predatoren. Ook van mollen is bekend dat ze kleine ringslangen kunnen buitmaken. Incidentele vijanden zijn grote vissen zoals de forel en ook van de gladde slang is bekend dat ringslangen soms op het menu staan. Jonge ringslangen zijn door hun geringe grootte veel kwetsbaarder en kunnen ten prooi vallen aan kippen, grotere kikkers en padden en zelfs loopkevers. De eieren van de ringslang worden belaagd door een breed scala aan rovende zoogdieren maar ook aan bijvoorbeeld varkens. Ook van mieren is bekend dat ze de eieren opgraven en als voedsel gebruiken.
Het is zelfs een zeer schuwe soort die menselijk contact mijdt en altijd zal proberen te vluchten. Het dier zal proberen in het water te geraken en duikt een tijdje onder of zwemt onder water weg. De ringslang kan ongeveer een half uur onder water blijven. Als er geen water is om in te vluchten verstopt de ringslang zich in holen van andere dieren of vlucht in de bosjes.
Bij bedreiging of hantering wordt een stinkende vloeistof afgescheiden door klieren bij de anus en soms laat de slang zijn ontlasting lopen of braakt zijn half verteerde prooi uit. Ook kan de ringslang zich dood houden (schijndood), het is een echte specialist die verschillende trucjes kent om zijn aanvaller te doen denken dat de slang al een tijdje dood is. Het dier rolt zich op de rug en toont de kwetsbare buikzijde, iets wat levende slangen normaal nooit zouden doen. Het lichaam verslapt  de slang blijft roerloos liggen en spert de bek open, waarbij de tong naar buiten wordt gestoken. De pupillen draaien naar onder en uit de bek komt soms een beetje bloed. Uit de klieren bij de anus wordt een verschrikkelijk stinkende vloeistof afgescheiden die ruikt naar een combinatie van knoflook en mest en doet denken aan verregaande verrotting, de stof is zeer moeilijk van de huid te verwijderen. De slang lijkt niet meer te reageren op bijvoorbeeld aanraking. In werkelijkheid is de ringslang in deze toestand juist zeer alert; zodra de vijand verdwenen is, komt de slang tot leven en vlucht naar een schuilplaats en als de slang in het water wordt gegooid zwemt het dier direct weg. Het zich dood houden heeft als doel de vijand te misleiden; veel vijanden van de ringslang eten alleen levende of pas gestorven exemplaren en geen rottend aas, ze worden zo gefopt en druipen alsnog af. De belangrijkste vijanden echter laten zich niet afschrikken. Dit zeer gespecialiseerde verdedigingsgedrag wordt akinese genoemd, de ringslang houdt het een paar minuten tot een half uur vol.
Alleen als de slang geen kant meer op kan, bijvoorbeeld als het dier in zijn slaap wordt verstoord, worden verschillende vormen van dreiggedrag vertoond, de hele show is echter bluf en de slang bijt hoogst zelden. Dit dreiggedrag bestaat uit luid sissen en soms worden schijnaanvallen uitgevoerd, waarbij de bek echter gesloten blijft en er niet daadwerkelijk gebeten wordt. Soms imiteert de ringslang een gevaarlijke slang door dreigend het voorste deel van het lichaam op te heffen en de kop af te platten, waarbij luide, sissende geluiden worden geproduceerd. Deze 'cobra-positie' is zeer zeldzaam, uit een onderzoek naar het gedrag van de slangen bij verstoring namen slechts 6 van de 382 onderzochte dieren deze houding aan. Slechts twee dieren beten, van één exemplaar is sidewinding waargenomen, een voortbewegingstechniek die men voornamelijk vindt bij woestijnbewonende slangen zoals de hoornadder (Crotalus cerastes).
Heel jonge dieren vertonen zelden tot nooit akinese maar wel is bekend dat ze de kop afplatten en sissen. Vaak rollen ze zich op tot een bal zodat de kop beter beschermd wordt. Uit onderzoek is gebleken dat jonge dieren die geen gele halsband bezitten vaker worden aangevallen dan exemplaren die wel gele kleuren in de nek dragen. Mogelijk wordt dit veroorzaakt doordat vijanden de gele kleuren doen denken aan giftige insecten die ook vaak voorzien zijn van felle kleuren.

## Bedreiging en bescherming

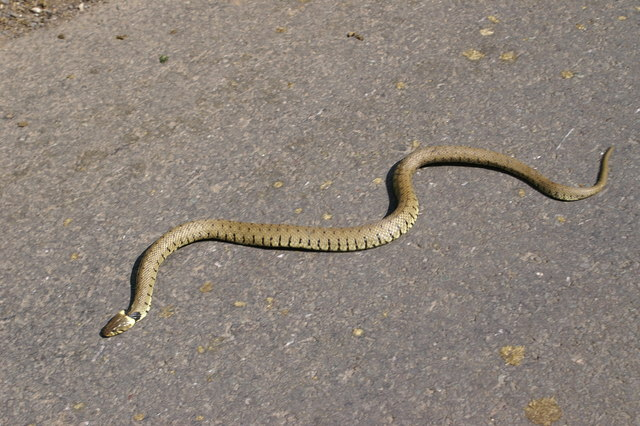
Ringslangen worden vaak slachtoffer van het verkeer, afgebeeld is een exemplaar uit Shipham, Engeland.

De belangrijkste vijand is echter de mens, de vaak panische angst van de mens voor slangen heeft al vele ringslangen het leven gekost. In tegenstelling tot de veel zeldzamere adder is de ringslang niet giftig. Indirecte menselijke bedreigingen zijn de verkleining, de aantasting en de destructie van de natuurlijke habitat,  (water)vervuiling, verdroging, het verdwijnen van broeihopen, versnippering van het leefgebied, de intensivering van de landbouw belangrijke bedreigingen. Ten slotte worden jaarlijks veel dieren doodgereden door het verkeer.  Ook het achteruitgaan in aantal en verspreidingsgebied van de prooidieren van de ringslang, die voornamelijk bestaan uit verschillende soorten amfibieën, heeft een negatieve invloed op de ringslang. 
Natuurbeheerders leggen in gebieden waar de ringslang gezien wordt vaak broeihopen aan om de voortplanting te bevorderen. De hopen bestaan uit allerhande organisch materiaal zoals bladeren, stro, paardenmest en takken. De broei die ontstaat zorgt ervoor dat de temperatuur zal oplopen tot minimaal 28 graden, geschikt voor het uitbroeden van de eieren. Het formaat van een hoop is twee tot drie meter bij een hoogte van 70 centimeter. Broeihopen worden in maart aangelegd op een zonnige plek niet ver van een oppervlaktewater. 
De aanleg van broeihopen in ecologische verbindingszones bevordert de verspreiding van de ringslang. Zo heeft de soort zich bijvoorbeeld verspreid vanuit het Naardermeer naar de Oostvaardersplassen. Het aanleggen van meer draslanden en het verbeteren van de waterkwaliteit is in Nederland gunstig gebleken voor de stand van de ringslang. De hoeveelheid voedsel zoals kikkers, padden en vis is erdoor toegenomen.
In Nederland en België is de ringslang een zeldzame soort die op de rode lijst staat. De Flora- en faunawet verbiedt de slangen te verstoren, te vangen of te doden. Buiten de Benelux komen ringslangen in grotere aantallen voor.